# Lauenburger Rufer

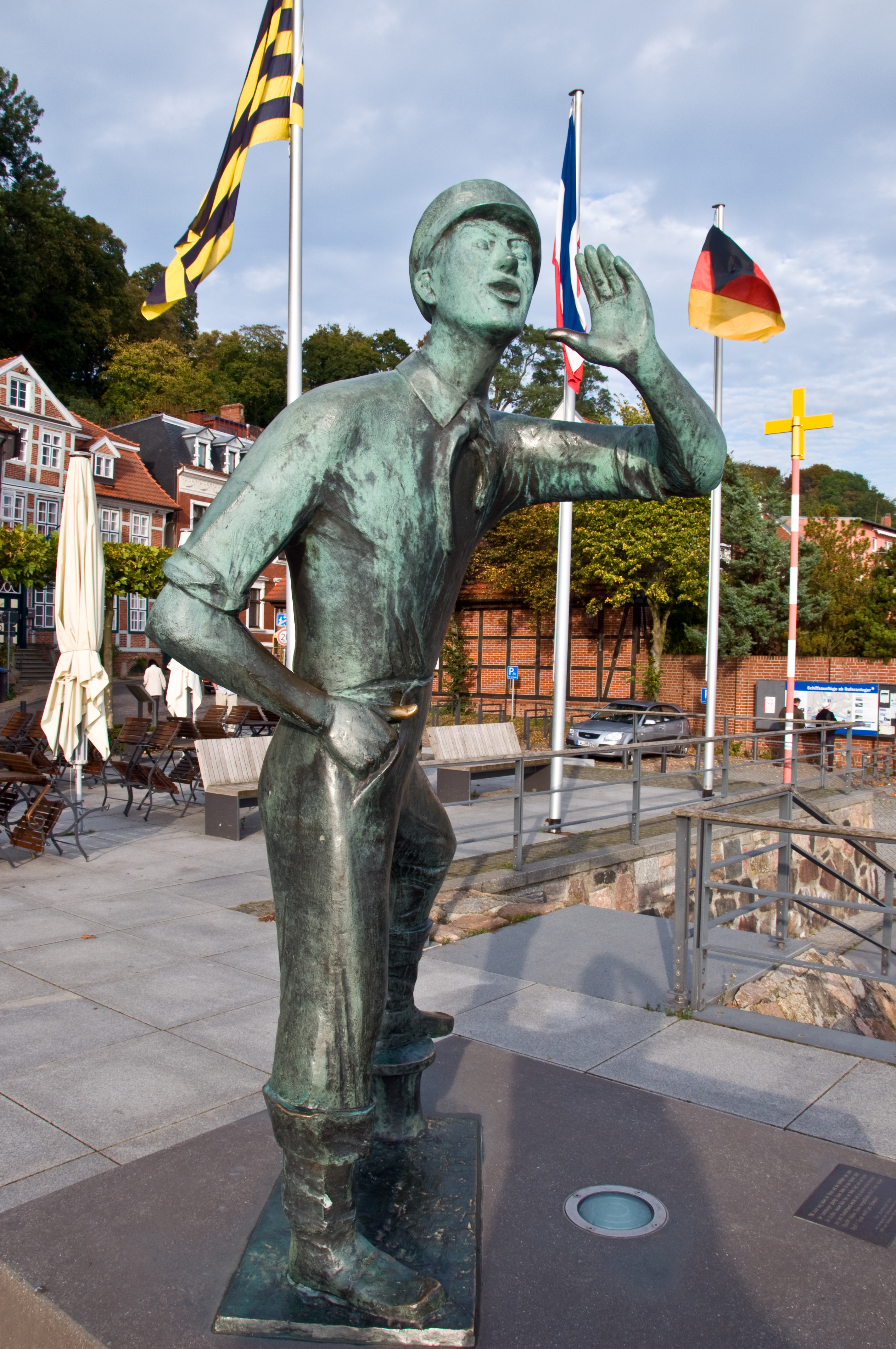
Lauenburger Rufer

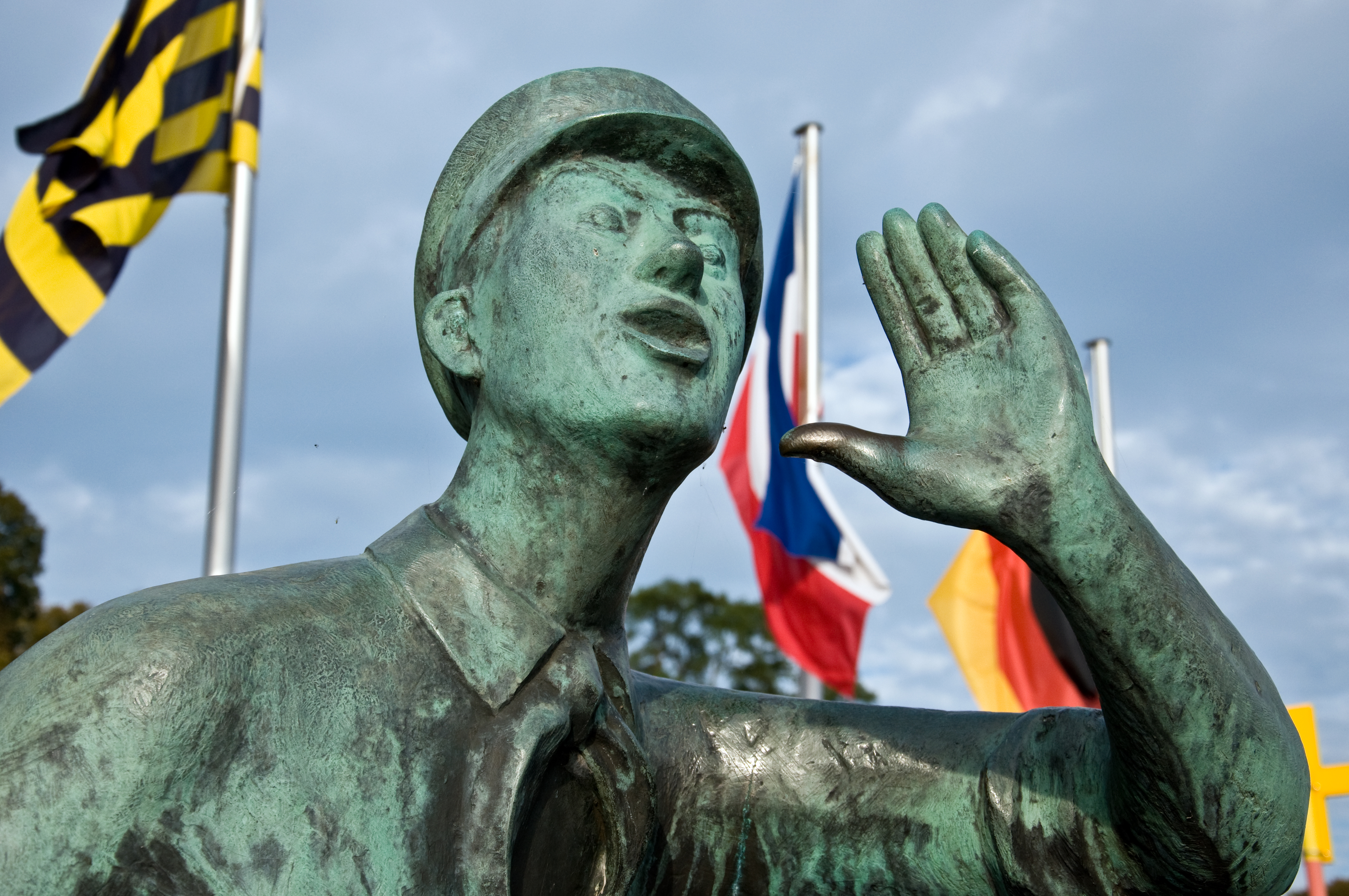
Detailansicht

Der Lauenburger Rufer ist eine Bronzefigur, die von dem Bildhauer und Plastiker Karl-Heinz Goedtke, auf Anregung des damaligen Bürgermeisters von Lauenburg/Elbe Richard Reuter, im Jahr 1959 geschaffen wurde. Er steht in der Altstadt von Lauenburg/Elbe auf einem Vorplatz der Elbstraße neben dem Restaurant Rufers.

## Denkmal
Der Rufer ist eine Bronzeplastik, die mit einer grünlichen Patina überzogen eine Höhe von 185 cm hat. Er nimmt die Körperhaltung eines Rufenden ein und ist mit Latzhose, Stiefeln mit Krempen, einem hochgeschlagenen Hemd und einer Elbschiffermütze bekleidet. In der rechten Hand hält der Rufer einen Schifferknoten. Ähnlich wie bei der Bronzeplastik des Möllner Till Eulenspiegels ist sein rechter Daumen, in der Annahme, es würde Glück bringen, von zahlreichen Berührungen her blank poliert. Der Rufer steht als Symbol für die über 700-jährige Tradition der Elbschifffahrt, die Lauenburg geprägt hat.
Auf einer Bronzetafel zu Füßen des Rufers ist zu lesen:

„Ein Schiffer, dessen Kahn hier vor Anker liegt und auf Fracht aus dem Stecknitzkanal wartet ruft zu einem vorbeifahrenden Elbschiff hinüber. Einen morgendlichen Gruß?, Einen derben Spaß? Einen wichtigen Hinweis?“

## Vorgeschichte
Die Geschichte des Lauenburger Rufers begann 1956. Damals nahm Bürgermeister Richard Reuter Kontakt mit dem Bildhauer Karlheinz Goedtke auf. Reuter war entschlossen, dafür zu sorgen, dass Lauenburg, welches zu dieser Zeit über so gut wie kein nennenswertes Denkmal verfügte, endlich ein zur Stadt passendes Denkmal bekommt. Daher ging Reuter mit dem ersten Entwurf der Plastik auf Stimmenfang. Seine Bemühungen wurden belohnt, da er rasch den damaligen Magistrat und den Verschönerungsverein der Stadt für sein Projekt gewinnen konnte.
Durch diese Unterstützung gestärkt, verfasste Reuter noch 1956 einen öffentlichen Spendenaufruf an die Bevölkerung, welcher sehr schnell schon über 1000 DM einbrachte. Neben der Unterstützung für sein Projekt gab es auch Widerstand in der Stadt. Der Lauenburger Schiffer-Verein hatte den Entwurf von Goedtke mit der Begründung, dass die Figur des Rufers einen echten Lauenburger Schiffer darstellen müsse, einstimmig abgelehnt. Ein weiteres Argument des Schiffer-Vereins war, dass die entworfene Figur zu mager sei und somit ein schlechtes Bild von der Gastfreundschaft in Lauenburg geben würde, was negative Folgen für den Fremdenverkehr haben könnte.
Die Schiffer haben einen skizzenhaften Entwurf angefertigt, wie ihrer Meinung nach ein „Lauenburger Shipper“ aussehen müsste und diesen an den Magistrat der Stadt geschickt. Weiterhin kam die Idee auf, dass der „Rufer über den Strom“ das Kostüm der lustigen Person des Lauenburger Hanswursts tragen sollte. Das Kostüm besteht nur aus bunten Stofffetzen, was bei einer Darstellung mit einer Bronzeplastik schlecht darstellbar gewesen wäre. Goedtke bemängelte, dass der Rufer dann der Till-Eulenspiegel-Plastik zu ähnlich sehe. Es gab nach einer Ausschreibung noch andere Entwürfe für eine Bronzeplastik „Rufer über den Strom“, jedoch der Entwurf Goedtkes setzte sich letztendlich durch.
Der Standort stand von Anfang an fest. Hierbei handelte es sich um den Dampferanlegeplatz. Dort ragte die „Steinkiste“, eine historische Uferbefestigung, in die Elbe hinein. Dieser Ort hatte zudem einen weiteren historischen Hintergrund, da genau an dieser Stelle fünf Häuser standen, welche beim Angriff der britischen Truppen 1945 so stark beschädigt wurden, dass sie nicht wieder aufgebaut werden konnten. Bei den fünf Häusern handelte es sich um Wohn- und Geschäftshaus Düwer, Korbhandel; Milch-Frank; Rechtsanwaltskanzlei Bonier; Wohn- und Geschäftshaus Günsche, Zeug und Kleinwaren sowie um die Hausnummer 102, Wohnhaus.
Auf Grund dessen entstand der freie Platz zur Elbe hin. Die Entscheidung über das genaue Aussehen des Denkmals fiel erst im Sommer 1958. Bei der damaligen Abstimmung wurde der Entwurf einstimmig angenommen, obwohl es trotz der Forderung des Schiffer-Vereins keine Änderungen am Entwurf gegeben hatte. Die 4000 DM, welche die Stadt zur Verfügung stellte, und die Spendensumme reichten nicht aus, um das Projekt abzuschließen. Somit mussten weitere Gelder von Kreis und Land beantragt werden. Ende 1958 war die benötigte Summe von 7500 DM zusammen, die eine Beauftragung ermöglichten.